# Pindstrup
Pindstrup er en by på Djursland med 728 indbyggere  (2024), beliggende 29 km sydøst for Randers, 35 km vest for Grenaa, 12 km nord for Rønde og 34 km nordvest for kommunesædet Ebeltoft. Byen hører til Syddjurs Kommune og ligger i Region Midtjylland. I 1970-2006 hørte Pindstrup til Midtdjurs Kommune.

## Kirker
Pindstrup hører til Marie Magdalene Sogn, hvis sognekirke Marie Magdalene Kirke ligger i Ryomgård 5 km øst for Pindstrup. Men Pindstrup har en filialkirke, Pindstrup Kirke, der ligger i byen og blev indviet i 1968.
Desuden findes den lille katolske Sankt Mikaels Kirke (indviet 1930), som er renoveret og taget i brug igen med messe 2 gange om måneden samt jul, påske og pinse.

## Faciliteter
Idrætsforeningen Viking er stiftet i 1922 og har klubhus i Pindstrup Hallen. Foreningen tilbyder fodbold, håndbold og badminton.
Pindstrupskolen er Syddjurs Kommunes specialskoletilbud. Den tilbyder undervisning på 0.-9. klassetrin og har kapacitet til 70 elever. Margrethe Børnehaven er fra 1. januar 2019 organiseret sammen med Pindstrupskolen og har skiftet navn til Pindstrup Børnehus.
Pindstrup Landbohjem er byens forsamlingshus, som har service til 100 personer.
Pindstrup Centret blev stiftet i 1971 på initiativ af spejderbevægelsen. Det holder kurser for familier med handicappede børn samt ferielejre for børn med og uden handicap. Centret kan også lejes til private fester. Det har en sal til 100 personer og en til 50, og centret kan også tilbyde overnatning.

## Historie
Pindstrup nævnes første gang omkring år 1600.
I 1875 beskrives byen således: "Pindstrup med Skole".

### Stationsbyen
Pindstrup fik jernbanestation på Randers-Grenaa-banen, der blev åbnet i 1876. I 1901 blev byen beskrevet således: "Pindstrup med Skole, Forsamlingshus (opf. 1895), Jærnbane- og Telegrafst." Målebordsbladet fra 1800-tallet viser desuden en kro.

### Pindstrup Mosebrug
Først med oprettelsen af Pindstrup Mosebrug i 1905 kom der gang i byens udvikling. Mosebruget har stadig hovedkvarter i Pindstrup, selvom den danske del af produktionen i dag ligger i Kongerslev ved Lille Vildmose og virksomheden har produktion og salg i flere andre lande.
Johannes F. la Cour, der havde startet Pindstrup Mosebrug, begyndte i 1938 også at fremstille krydsfinér. Det blev i 1950 grundlaget for spånpladefabrikken Novopan Træindustri, der kom til at fylde det meste af mosebrugets grund på Fabriksvej 2. Novopan beskæftiger ca. 200 medarbejdere i Pindstrup. I 2015 blev Novopan købt af Kronospan, som har hovedsæde i Østrig og er en af verdens førende producenter af træbaserede plader.
Randers-Ryomgård-banen blev nedlagt i 1971, men af hensyn til Novopan fortsatte godstrafikken mellem Randers og Pindstrup til 1993. Stationen er revet ned, og stationsområdet blev købt af Novopan. I 2013 blev banestien Allingåbro-Ryomgård etableret. Den er 13 km lang og følger banetracéet, kun afbrudt ved Kulturperronen i Auning. Ved Novopan kunne stien ikke følge den oprindelige banedæmning, for den var forhøjet for at fungere som støjvold, men der blev anlagt en ny sti indenfor rammerne af det gamle stationsterræn.